# 김은숙 (작가)
김은숙(金銀淑, 1972년 12월 10일~)은 대한민국의 극작가이다.
1972년, 강원도 강릉시에서 3남매 중 장녀로 태어났다. 강일여자고등학교를 졸업하고 서울예술대학교에서 문예창작과를 전공했다.
2003년 데뷔 이후 SBS에서 주로 로맨틱 코미디 물을 다루며 드라마 《파리의 연인》, 《시크릿 가든》 등을 통해 "스타작가" 로 불리고 있다.
2004년, 《파리의 연인》 57.6%의 시청률을 기록해서 창작계에 이름을 알렸으며, 이후 2005년 《프라하의 연인》 31.3%의 시청률을, 2010년에 《시크릿 가든》 35.5%의 시청률을, 《신사의 품격》 24.4%의 높은 시청률을 기록했다.
그 이후 2015년, SBS를 떠나 자리를 옮겨 KBS2 《태양의 후예》를 38.8%를 기록했으며 이어 tvN 《쓸쓸하고 찬란하神 - 도깨비》를 케이블 최초 20.5%를 기록하며  연이어 히트시키면서 자타공인 "히트작 메이커 작가"의 입지를 확고히 했는데 이들 중 《태양의 후예》는 원래 SBS 편성설이 있었으나  제작사 변경 등으로 불발된 바 있었다.
또한, 2022년 넷플릭스 오리지널로 선보인 《더 글로리》 또한 대히트를 치게되며 '로맨틱 코미디'의 대가였던 그녀가 '장르물'에서도 명불허전 필력이라는 극찬까지 쏟아졌는데 제 36회 한국방송작가상 드라마 작가상의 수상의 영예를 안을 당시  그 동안  국산 제목이었던 한국방송작가상 드라마 부문(7회부터 시행)의 최초 외국어 제목 드라마 수상작이기도 했다.

## 학력
- 동명중학교 졸업
- 강일여자고등학교 졸업
- 서울예술대학교 문예창작과 전문학사

## 여담
- 강원도 강릉시에서 3남매 중 장녀로 태어났으며, 아버지가 일찍 돌아가시는 바람에 소녀가장으로 살아왔다고 한다. 또한 비가 오면 비가 샐 정도의 판잣집 같은 곳에서 살았고, 집에 우산이 하나 밖에 없어서, 비가 오는 날이면 남동생들이 일부러 누나를 위해 우산을 두고 가기도 했다고.
- 고등학교 졸업 후 고향의 작은 가구횟의 경리로 일을 하였으며, 직장 근처에 있던 도서대여점에서 매일 책을 빌려읽었다고한다. 읽었던 책은 토지, 장길산, 태백산맥.
- 늦은 나이 27세에 서울예술대학교 문예창작과에 입학하였다.
- 대학교 동기였던 강은정과 《태양의 남쪽》과 《파리의 연인》을 공동집필했으며, 《태양의 후예》 또한 김원석과 공동집필하는 등, 다른 스타작가와는 달리 공동집필 이력이 많다.
- 신우철 PD와는 《파리의 연인》(2004년)이후로 《신사의 품격》(2012년)까지 무려 7작품을 함께 작업하면서 남다른 호흡을 과시하며 대표적인 스타 콤비 PD, 작가로 불렸지만 현재는 서로의 발전을 위해 홀로서기를 선택했다.[6]

- 2015년 사전제작으로 제작된 《태양의 후예》부터는 이응복 PD와 함께 호흡을 맞춰오고 있다.[7]

- 흥행이 보장되고, 인물 캐릭터 설정이 좋아서 배우들이 선호하는 작가이다. 《쓸쓸하고 찬란하神 - 도깨비》에서 서브 주연에 해당되는 '저승사자' 역을 맡았던 이동욱은 김은숙 작가의 해외 출국 스케줄을 파악하여 비행기 티켓까지 구해 출연하고 싶다 어필하였다고 한다.[8] 《쓸쓸하고 찬란하神 - 도깨비》의 '왕비'역 김소현처럼 특별 출연한 역할까지 화제를 몰고 와서,[9] 이동욱은 "불러준다면 카메오로 기꺼이 나가도록 하겠다. 이런 자리에서 말하면 이뤄지더라."라고 신작을 준비 중인 김은숙 작가에게 말하기도 했으며,[10] 《왕관을 쓰려는 자, 그 무게를 견뎌라 - 상속자들》과 《태양의 후예》에 출연했던 김지원은 "작가님에게 러브콜이 온다면 어떤 작품이라도, 언제든지 콜이다. 여러 작품이 들어와 있다면 가장 먼저 검토하고 고민할 작품이지 않을까 싶다."라고 언급하기도 했다.[11]
- 영화를 두 차례나 썼으나, 흥행을 하지 못했다. 이 작가는 드라마가 팔자인듯하다.
- 출신 보조작가들도 유명한 편이다. (임메아리, 박시현, 권도은 등...)
- 어릴 적 꿈이 배우였던 적이 있다고 한다.
- 드라마 작가가 되기 전까지, 텔레비전이 없었던 것 뿐만 아니라 드라마가 뭔지도 몰랐다고 한다.
- 김은희, 장항준 부부와 친하다. 장항준과는 같은 대학의 선후배 사이이기도 하다.
- 《파리의 연인》 《프라하의 연인》 《연인》 총 세개의 시리즈는 '연인시리즈'이며 마지막 《연인》의 경우 '로마의 연인'에서 '지중해의 연인'으로 변경되었다가 최종적으로 중국 하이난 섬에서 벌어지는 이야기로 변경되었다. 또한 박신양과 전도연의  《약속》의 드라마 버전으로 처음 알려졌다.
- 보이그룹 하이라이트의 윤두준의 팬이라고 한다.
- 딸이 방탄소년단의 팬이었으나 최근 2023년 '송진우의 용감한 라디오'에서 한 말에 의하면, 현재는 NCT의 팬인 듯하다.
- 김은희 작가와 함께 총 세번 카메라 앞에 섰다. 첫번째는 '[팟캐스트] 총선특집6' 두번째는 '[한국콘텐츠진흥원] 최고가 최고를 만나다!' 마지막으로 '손석희의 질문들' 9회.
- 배우 이동욱과 함께 '제 6회 이데일리 W페스티'에 출연했다.
- 방영되는 드라마는 모두 1회는 시청한다고 한다. 그만큼 좋아하는 드라마도 많다고...
- (현) 화앤담픽쳐스[12]의 대표 윤하림이 같은 대학의 후배였으며, 지금의 김은숙이 있도록 만들어준 은인 같은 존재이다. 당시 3년간 신축문예에 도전, 2년을 대학로에서 희곡을 쓰고 있을 때, 윤대표(당시 드라마 PD신분)가 그녀에게 "언니 돈 걱정은 말고 일단 한번 드라마 써봐"라는 권유로 동기였던 강은정과 함께 미니시리즈 대본을 구해 읽어본 후, 80페이지 분량의 기획안을 써냈다고 한다.
- 김은숙 작가는 대본을 쓸때, 리딩고를 쓰고 리딩 후 촬영고를 내준다고 한다.

## 주요 작품

### 드라마
- 2003년 SBS 주말극장 《태양의 남쪽》 공동집필(wirh 강은정)
- 2004년 SBS 주말 특별기획 《파리의 연인》[13] 공동집필(wirh 강은정)
- 2005년 SBS 주말 특별기획《프라하의 연인》[14]
- 2006년~2007년 SBS 드라마스페셜 《연인》
- 2008년 SBS 드라마스페셜 《온에어》[15]
- 2009년 SBS 드라마스페셜 《시티홀》
- 2010년~2011년 SBS 주말 특별기획 《시크릿 가든》
- 2012년 SBS 주말 특별기획 《신사의 품격》
- 2013년 SBS 드라마스페셜 《왕관을 쓰려는 자, 그 무게를 견뎌라 - 상속자들》
- 2016년 KBS2 수목 미니시리즈 《태양의 후예》 공동집필(wirh 김원석)
- 2016년~2017년 tvN 금토미니시리즈 《쓸쓸하고 찬란하神 - 도깨비》
- 2018년 tvN 주말 특별기획 드라마 《미스터 션샤인》
- 2020년 SBS 금토 미니시리즈 《더 킹 : 영원의 군주》
- 2022년 넷플릭스 오리지널 드라마 《더 글로리》
- 2024년 넷플릭스 오리지널 드라마 《다 이루어질지니》
- (미정) 12부작 드라마 《무월야록》

### 크리에이터
- 2011년 MBC 수목 미니시리즈 《마이프린세스》
- 2021년 TVING 오리지널  《당신의 운명을 쓰고있습니다》

### 영화
| 연도 | 제목               | 감독   |
| ---- | ------------------ | ------ |
| 2006 | 사랑하니까, 괜찮아 | 곽지균 |
| 2006 | 백만장자의 첫사랑  | 김태균 |

### 도서
- 《시크릿 가든》 1~2권 각색 강이을
- 《신사의 품격》 1~2권 소설 박민숙[16]
- 《상속자들》 1~2권 그림 김정미

## 집필작들의 시청률 및 OTT 순위
- 《태양의 남쪽》 22.9%
- 《파리의 연인》 57.6%
- 《프라하의 연인》 31.3%
- 《연인》 22.6%
- 《온에어》 25.4%
- 《시티홀》 18.7%
- 《시크릿 가든》 35.2%
- 《신사의 품격》 24.4%
- 《왕관을 쓰려는 자, 그 무게를 견뎌라 - 상속자들》 25.6%
- 《태양의 후예》 38.8%
- 《쓸쓸하고 찬란하神 - 도깨비》 20.5%
- 《미스터 션샤인》 18.1%
- 《더 킹 : 영원의 군주》 11.6%
- 《더 글로리》 2023년 10-11주차 넷플릭스 글로벌 1위
- 《다 이루어질지니》 -10월 03일 공개 예정-

## 수상 및 후보
| 연도 | 시상식                             | 부문                                           | 작품                       | 결과 |
| ---- | ---------------------------------- | ---------------------------------------------- | -------------------------- | ---- |
| 2004 | SBS 4/4분기 특별상 시상식          | 작가특별상                                     | 파리의 연인                | 수상 |
| 2005 | 제41회 백상예술대상                | TV부문 극본상                                  | 파리의 연인                | 수상 |
| 2005 | 주한 체코대 사관저                 | 감사패                                         | 프라하의 연인              |      |
| 2008 | SBS 상반기 작품상 및 특별상 시상식 | 특별상                                         | 온에어                     | 수상 |
| 2009 | 제45회 백상예술대상                | TV부문 극본상                                  | 온에어                     | 후보 |
| 2009 | SBS 상반기 작품상 및 특별상 시상식 | 특별상                                         | 시티홀                     | 수상 |
| 2011 | SBS 상반기 작품상 및 특별상 시상식 | 특별상                                         | 시크릿 가든                | 수상 |
| 2011 | 제47회 백상예술대상                | TV부문 극본상                                  | 시크릿 가든                | 수상 |
| 2011 | 제6회 서울 드라마 어워즈           | 한류특별상 작가상                              | 시크릿 가든                | 수상 |
| 2011 | 제4회 코리아 드라마 어워즈         | 작가상                                         | 시크릿 가든                | 수상 |
| 2011 | 대한민국 콘텐츠 시상식             | 방송영상그랑프리 국무총리 표창 최우수 작가부문 | 시크릿 가든                | 수상 |
| 2012 | SBS 연기대상                       | 공로상                                         | 빈칸                       | 수상 |
| 2016 | 제52회 백상예술대상                | TV부문 극본상                                  | 태양의 후예                | 후보 |
| 2016 | 제9회 코리아 드라마 어워즈         | 작가상                                         | 태양의 후예                | 후보 |
| 2016 | 제7회 대한민국 대중문화예술상      | 대통령 표창                                    | 태양의 후예                | 수상 |
| 2016 | KBS 연기대상                       | 작가상                                         | 태양의 후예                | 수상 |
| 2017 | 제29회 한국PD대상 시상식           | 제작부문상 TV작가 부문                         | 태양의 후예                | 수상 |
| 2017 | 제53회 백상예술대상                | TV부문 극본상                                  | 쓸쓸하고 찬란하神 - 도깨비 | 후보 |
| 2017 | 제53회 백상예술대상                | 'TV부문 대상'                                  | 쓸쓸하고 찬란하神 - 도깨비 | 수상 |
| 2017 | 제10회 코리아 드라마 어워즈        | 작가상                                         | 쓸쓸하고 찬란하神 - 도깨비 | 후보 |
| 2019 | 제55회 백상예술대상                | TV부문 극본상                                  | 미스터 션샤인              | 후보 |
| 2023 | 제36회 한국 방송작가상             | 한국방송작가상 - 드라마 부문                   | 더 글로리                  | 수상 |